# زهير ناجي
زهير ناجي (1346- 1446 هـ / 1927- 2024 م) بحَّاثة ومؤرِّخ سوري، وأديب مترجم، ومرشد ودليل سياحي، ومدرِّس لمادَّة التربية العملية في كلية التربية بجامعة دمشق. عضو اتحاد الكتَّاب العرب، وعضو الجمعية الجغرافية السورية. لُقِّب بعميد الأدلَّاء السياحيين في سورية، وخلَّف أكثر من خمسين كتابًا في التربية والتاريخ والجغرافيا والآثار، وأسهم في كتابة المعجم الجغرافي السوري.

## ولادته وتحصيله

زهير ناجي في شبابه

وُلد أبو عمَّار، زهير بن محمد ناجي في دمشق، يوم الخميس 25 ربيع الآخر 1346هـ الموافق 20 أكتوبر (تشرين الأول) 1927م، لأسرة ذات اهتمامات وطنية وثقافية ترجع إلى مدينة طرابلس بلبنان، فأبوه محمد ناجي معلِّم ولد في طرابلس، وأمُّه دمشقية من حيِّ الصالحية.
وتنقَّل مع أسرته بين عددٍ من المدُن والبلدات بسبب عمل أبيه في التعليم؛ بين دمشق ودوما والزبداني، فدرس المرحلة الابتدائية في دوما من ريف دمشق، ونال شهادتها (السرتفيكا) من مدرسة دوما النموذجية. ثم تابع دراسته الإعدادية في التعليم المِهَني وحصل من إعدادية الصناعة على شهادتها (البروفيه).
ثم حصل على شهادة الثانوية العامَّة الفرع الأدبي عام 1948، وعلى شهادة دار المعلِّمين الابتدائية في العام نفسه. ثم على شهادة دار المعلِّمين العُليا (شهادة أهلية التعليم الثانوي)، والإجازة (بكالوريوس) في التاريخ من كلية الآداب قسم التاريخ، في الجامعة السورية (جامعة دمشق حاليًّا)، عام 1952، موضوع رسالة التخرُّج "مشكلة الإسكندرونة والعَلاقات الدَّولية في فترة ما بين الحربين" بإشراف الأستاذ الدكتور نور الدين حاطوم. وحصل على شهادة الدبلوم العامَّة في التربية، عام 1953، موضوع رسالة التخرُّج "التعليم الخاصُّ وحرِّية التعليم" بإشراف الدكتور جميل صليبا.
ثم نال شهادةَ الدبلوم الخاصَّة في الدراسات التربوية العليا من كلية التربية بالجامعة السورية عام 1960، والدبلوم الخاصَّة في الدراسات الاجتماعية العليا من الكلية نفسها عام 1961. ثم شهادة (ماجستير) في التربية بتخصُّص (مناهج) عام 1977 وعنوان رسالته "تعليم التاريخ: دراسة مقارنة في الأهداف والبرامج والطرائق ومكانة تعليم التاريخ في تربية المواطن".
وكان درس الصِّحافة في كلية الصِّحافة العربية (معهد الجواهري) بالقاهرة بالمراسلة بين عامي 1948 و1950، وحصل على شهادة دبلوم بالصِّحافة.

## عمله ووظائفه

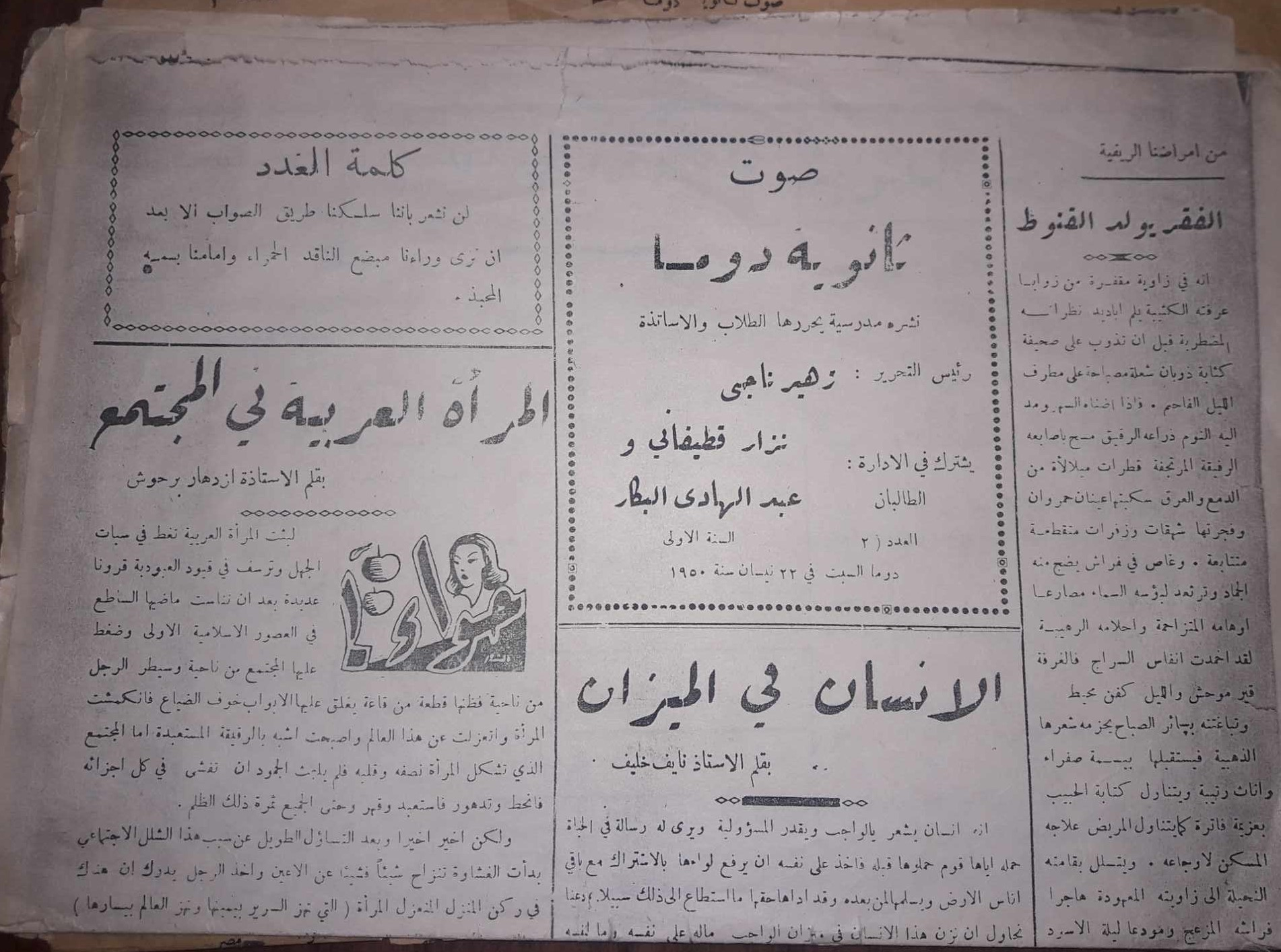
غلاف العدد الثاني من مجلة ثانوية دوما، رئيس تحريرها زهير ناجي

بدأ عمله في ميدان التعليم مدرِّسًا لطلاب المرحلة الابتدائية في مدرسة دوما عام 1948- 1950، ثم انتقل إلى ميدان الصِّحافة فعمل مراسلًا صحفيًّا لجريدة الأخبار الدمشقية ومصحِّحًا فيها، وكاتب تقارير إعلامية (ريبورتاجات) بين عامي 1950 و1952. ثم عاد إلى تعليم مادَّتي التاريخ والجغرافيا في الثانويات السورية من 1953 إلى 1975؛ من ذلك درَّس في مدينة جبلة 1953- 1954، وفي محافظة اللاذقية، وفي معهد اللاييك الإفرنسي بدمشق 1958- 1960، ثم في ثانوية تدمر بمدينة تدمر بمحافظة حِمص 1960- 1961، وفي مدارس دمشق حتى 1975. وأُعير إلى وِزارة المعارف في المملكة العربية السعودية، فعمل مفتِّشًا للتعليم الابتدائي من 1964 إلى 1968.
ولعنايته بالثقافة والأدب والصِّحافة أنشأ مع بعض زملائه المعلِّمين ونخبة من طلَّابه صُحفًا مدرسية في المدارس التي درَّس فيها، منها "صوت ثانوية دوما"، و"صوت ثانوية جبلة"، و"صوت ثانوية اللاييك".
انتقل إلى وِزارة التربية عضوًا فنيًّا وباحثًا في مديرية التخطيط والمتابعة والإحصاء من 1975 إلى تقاعده عام 1990. وعُيِّن مدرِّسًا محاضرًا من خارج مِلاك الجامعة في كلِّية التربية بجامعة دمشق، لمادَّة التربية العملية لطلَّاب دبلوم التأهيل التربوي من 1968 إلى 1990، مع انقطاع مدَّته 4 سنوات. ثم عمل بعد تقاعده في "معجم العِماد في اللغة والعلوم والفنون والأعلام" من 1990 إلى 1992.
وأكبَّ على البحث والتأليف والترجمة وإلقاء المحاضرات، وقد ألقى أكثر من ثمانين محاضرةً في مختلِف مواضيع العلوم الإنسانية، ولا سيَّما في التخطيط التربوي والتاريخ الاقتصادي وتطور التربية في سورية، في المراكز الثقافية العربية، وفي الجمعية الجغرافية السورية، ووِزارة السياحة. وشارك في بعض الندَوات التلفازية. ونشط في العمل مرشدًا ودليلًا سياحيًّا، من 1990 إلى 2010، حتى لُقِّب بعميد الأدلَّاء السياحيين في سورية، وبذل جهودًا كبيرة في التعريف ببلده وآثاره وتاريخه وثقافته.

## نشاطاته
- عضو اتحاد الكتَّاب العرب، جمعية البحوث والدراسات.
- عضو الجمعية الجغرافية السورية.[6]
- عضو نقابة المعلمين السوريين.
- عضو جمعية الأدلَّاء السياحيين.
- عضو جمعية أصدقاء دمشق.
- عضو غرفة سياحة دمشق.[7]
- عضو ملتقى الكشَّافين.
- مستشار تاريخي في بعض الأعمال التلفازية للمخرج السوري أمين البني، (مذكرات وطن، ومذكرات فلسطينية).
- محاضر في بعض المراكز الثقافية العربية في سـورية.
- محاضر في الجمعية الجغرافية السورية.

## كتبه وآثاره
زادت كتبه المطبوعة على خمسين كتابًا، وخلَّف عددًا كبيرًا من الكتب والدراسات والبحوث لم تطبع.

### مؤلفاته
1. محاضرات في التاريخ الاقتصادي.

2. مشكلة الإسكندرونة والعَلاقات السياسية الدَّولية في فترة ما بين الحربين العالميتين 1918- 1939 (أطروحة الحصول على الإجازة في التاريخ)، دار المقتبس.
3. تعليم التاريخ (رسالته للماجستير).
4. تعليم التاريخ عبر التاريخ، وزارة الثقافة، الهيئة العامَّة السورية للكتاب، دمشق 2015.
5. التعليم الخاصُّ وحرِّية التعليم (أطروحة الحصول على دبلوم في التربية)، دار المقتبس.
6. مذكِّرات وطن.
7. معجم المعاهدات الدَّولية، في 3 مجلدات، الجزء الأول (حرف الألف)، الجزء الثاني (حرف الباء)، الجزء الثالث (حرف التاء إلى الزاي).
8. التاريخ والسياسة في شعر نزار قباني.
9. أدباء أوربيون: أونوريه بالزالك، أناتول فرانس، سلمى لاجرلوف، آدم ميسكيفيتش، فيكتور ماري هوغو، دار المقتبس.
10. قراءات تاريخية، دار المقتبس.
11. قدماء ومعاصرون: تراجم مجموعة من أعلام العرب والغرب من التراث إلى المعاصرة.
12. موجز تاريخ سورية في العصور القديمة.
13. ملامح من تاريخ لواء الإسكندرونة والمسألة الزراعية فيه، دار المقتبس.
14. شبه القارَّة الهندية نظرة حول لغاتها وآدابها والأدب البنغالي، دار المقتبس.
15. المدن الميتة في شمال سوريا، دار المقتبس.
16. التاريخ الاقتصادي، دار المقتبس.
17. التخطيط للتربية، دار المقتبس.
18. تطوُّر التربية في القطر العربي السوري، دار المقتبس.[8]
19. تقميش على اسم دمشق.
20. الطبُّ في دمشق في العهد الزنكي والأيوبي، وزارة الثقافة، الهيئة العامَّة السورية للكتاب، دمشق.
21. الفكر التربوي عند أحمد فارس الشدياق.[6]
22. مالتوس والمالتوسية.
23. المشكلة الزراعية في لواء إسكندرون (مطبوع ضمن المجلد الخامس من تاريخ الفلاحين في الوطن العربي).
24. الموسوعة الجغرافية للقطر العربي السوري (القسم التاريخي) صدرت في خمسة أجزاء، (بالاشتراك).
25. تاريخ الفلاحين في سورية والأقطار العربية، صدر عن اتحاد الفلاحين السوريين في خمسة أجزاء ضخمة، (بالاشتراك).
26. محاضرات في التخطيط التربوي (مطبوع بالآلة الكاتبة).
27. تطوُّر تاريخ التعليم في سورية من 1839- 1970 (مطبوع بالآلة الكاتبة).
28. السُّلَّم التعليمي في النظام التربوي السوري (مطبوع بالآلة الكاتبة).

### ترجماته
1. تاريخ جورجيا.
2. شخصيات من التاريخ الروماني.

3. مصنفات تاريخية، تأليف روجيه غارودي.
4. فسيفساء أفامية في متحف الفن والتاريخ الملكي في بروكسل، تأليف جانين بالتي، دار المقتبس.[8]

### كتب لم تطبع
1. العلامة الشيخ عبد القادر بدران.
2. العقوبة المدرسية عبر التاريخ.
3. عبد الرحمن الكواكبي.
4. الثورة الفرنسية.
5. المطران يوسف نصر الله وكتابه "إلى أين نحن ذاهبون؟".
6. تطوُّر تاريخ مصر الحديث (عمل تلفازي كتبه للمخرج أمين البنِّي ولم يُخرَج).[3]

### مقالاته

كتب عشرات المقالات في الصُّحف والمجلَّات من وقت مبكر، في الأدب والتاريخ والآثار، في مجلة المعلم العربي، وصوت المعلِّمين، ومجلة الغد في اللاذقية، وجريدة قاسيون، وجريدة النور، وسلسلة كتب عربية، ومجلة الثقافة، ومجلة الأديب، ومجلة المعرفة، وغيرها. من مقالاته:
1. سأعود يا أمَّاه! مجلة القيثارة، العدد (5) أكتوبر 1946.[9]
2. دوَّامة، الأديب، العدد (11) نوفمبر 1949.[10]
3. دودة (قصة)، الأديب، العدد (6) يونيو 1951.[11]
4. بطاقة محبة.. يحيى الشهابي، الثقافة - مدحة عكاش، العدد (4) أبريل 1992.[12]
5. غوستاف كوربيه مؤسس المدرسة الواقعية في الفن التشكيلي الفرنسي، الثقافة - مدحة عكاش، العدد (8) أغسطس 1992.[13]
6. علم الآثار في المشرق العربي، الثقافة - مدحة عكاش، العدد (5) مايو 1997.[14]
7. وثيقة نادرة عن الحروب الصليبية، الرسوم الجدارية في قرية كريساك الفرنسية، مجلة العربي، العدد (668) يوليو 2014.[15]
8. أناتول فرانس (1844- 1924م)، المعرفة، العدد (659) أغسطس 2018.[16]
9. إقبال ناجي (1923- 1969م)، التاريخ السوري المعاصر.[17]
10. أحمد عبد القادر صلاحية من أعلام سورية، التاريخ السوري المعاصر.[18]
11. أديب التقي (1895- 1945م)، التاريخ السوري المعاصر.[19]
12. سلسلة تقارير نُشرت في جريدة الأخبار الدمشقية عام 1950 تحت عنوان "اعرف بلادك".

### دراساته
- كتب 12 دراسة عن شخصيات عربية سورية، لموسوعة جامعة الدول العربية في تونس.
- كتب 8 دراسات عن شخصيات عربية وإسلامية، للموسوعة العربية بدمشق، ما بين 2002 و2005.

## تكريمه
- حصل على شهادة تقدير من منظمة اليونسكو؛ لتعاونه في مجال التخطيط التربوي.
- حصل على شهادة تقدير من وِزارة التربية في المملكة العربية السعودية، عام 1965.
- حصل على شهادة تقدير من نقابة المعلِّمين، عام 1987.
- كرَّمه اتحاد الكتَّاب العرب بدمشق، بتاريخ 12 مارس (آذار) 2019؛ لأثره في إغناء الثقافة والمكتبة العربية ببحوثه ومؤلفاته.
- كرَّمه وزير السياحة المهندس محمد رامي مارتيني، في شهر يونيو 2024؛ تقديرًا لتاريخه الطويل في قطاع الدلالة السياحية، ولجهوده الكبيرة في التعريف ببلده سورية وبيان مزاياها الأثرية والتاريخية والثقافية.[5]
- أعلنت الجمعية الجغرافية السورية بالاشتراك مع الدكتور محمد بهجت القبيسي، وجامعة الأمة العربية الدعوة إلى تكريمه بتاريخ 29 سبتمبر 2024 في مقرِّ الجمعية بحيِّ المزرعة بدمشق. ولكن أُجِّل الموعد، ثم منحته جامعة الأمة العربية (وهي جهة غير رسمية) شهادة دكتوراه فخرية.

## صفاته
- وصفه الباحث محمد مروان مراد بقوله: «زهير ناجي موسوعة ثقافية مكتنزة بألوان المعرفة في الأدب والسيرة والبحث التاريخي والتوثيق، سَبرَ أحداث التاريخ وقرأها بإمعان، أدرك مغزاها، فعمل بدأَب على تصحيح الكثير ممَّا شابَها من أخطاء عدَّها البعض مسلَّمات! وهو يؤكِّد في كل ندوة ومَحفل ثقافي ضرورةَ الاعتزاز بتاريخ أمَّتنا وحضارتنا، والتهيُّؤ لما يُدبَّر لأمَّتنا من مؤامرات، ويؤكِّد ضرورةَ عدم الاكتفاء بالقراءة السطحية للسطور، بل الإمعان فيما وراءها».[2]
- وكتب عنه سامر الشغري قائلًا: «الباحث الموسوعي الدمشقي أستاذنا وشيخنا زهير ناجي أسَّس أولَ جريدة في مدينة دوما سنة 1950 حيث كان معلِّمًا في ثانويتها الأهلية، وتخرَّج على يده باقة من القامات العلمية، ولكنَّ مزية أستاذنا الكبرى في سِلك التاريخ والبحث التوثيقي، ومؤلفاته فيها كثيرة ومتنوِّعة، ومع أنه يساري الهوى لم ينحَز لها في بحوثه. نعم لقد عُمِّر الأستاذ زهير، وعاش عمرًا نرجو أن نعيشَ لأمثاله، ولكن ليس في كل سنة أو جيل يظهر لك باحث بحجم زهير ناجي».[20]

## أسرته
هو الابن الأوسط بين إخوته، وهم أربع بنات وستة أبناء. عُرف منهم شقيقته الفنانة الراحلة إقبال ناجي قارصلي وهي من رائدات الفن التشكيلي في سورية والعالم العربي، وكانت قارئة نهمة للكتب الثقافية وروائع الأدب. وبقية إخوته: أحمد سهيل، ووديع، والدكتور موفق، وهيثم، والدكتور المهندس عصام. وبقية أخواته: شهيرة، وابتسام، وسميرة.
تزوَّج زهير ناجي أستاذةَ اللغة العربية الأديبةَ الباحثة المحقِّقة ماجدة رُحَيباني، من مدينة دوما في ريف دمشق، درست فيها وتخرَّجت في مدرسة والدها الشيخ علي عزُّو رُحَيباني قاضي دوما ودمشق، وهو من أقران الشيخ علي الطنطاوي وزملائه في القضاء، ومن تلاميذ الشيخ عبد القادر بدران في اللغة والأدب. تخصَّصت في الكتابة الأدبية والتاريخية، ونشرت الكثير من المقالات والكتب، من أشهر كتبها: "دراسات في الأدب العربي"، و"جَنَّان الأندلس ابن خَفاجة"، و"القاضي علي عزُّو رُحَيباني مسيرة حياته وشعره"، و"حياة العلامة الشيخ عبد القادر بدران وأثره الاجتماعي والديني والوطني"، و"حقيقة الشعر وسرُّ البلاغة" تأليف عبد القادر بدران، من تحقيقها. ومن مقالاتها: "التَّلْعَفَري الشَّيباني: شاعر من العصر الأيوبي"، و"الشاعر والوشَّاح ابن زُمرُك"، و"الصَّنَوبَري شاعر الروضِيَّات"، و"أمير الشعراء والنثر الفني". توفيت في شهر يوليو 2022.
ولهما ثلاثة أولاد: عمار، والدكتور إياد، والدكتورة ميساء.
ابنه الدكتور إياد ناجي أديب قاصٌّ وروائي، من أعماله: "مأساة ريفية" يتضمن ثلاث روايات قصيرة، و"قطتان في صندوق" مجموعة قصصية، ورواية "دمشق الأخرى"، ورواية "الرواية الناقصة"، ورواية "زمن القدِّيسين"، ورواية "حوادث قصر العنكبوت" تناول فيها واقعَ دمشق في القرن الثامن عشر بالاستناد إلى كتاب البديري الحلاق الشهير "حوادث دمشق اليومية"، وقد أورد فيها مرارًا مقتطفات من المخطوط التاريخي الشهير الذي يوثق أحداثًا مهمَّة وتفاصيل حياة أهل دمشق في تلك الحِقبة. وتقدِّم الرواية تجرِبة أدبية فريدة تجمع بين الرعب والغموض، والتاريخ السوري العريق.

## وفاته وتأبينه

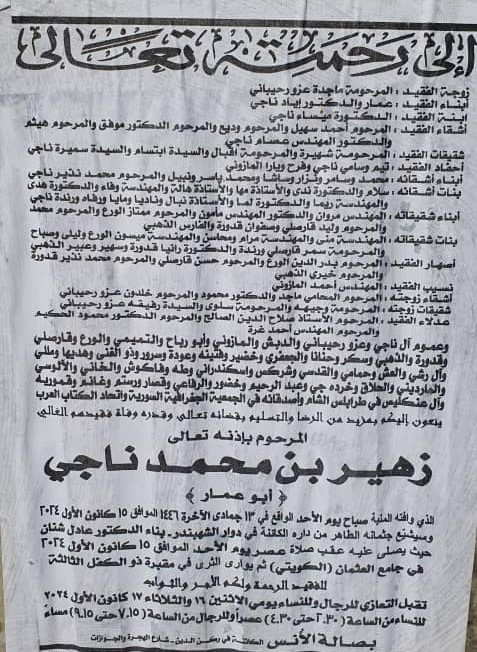
ورقة نعي زهير ناجي

توفي زهير ناجي في دمشق، صباح يوم الأحد 14 جُمادى الآخرة 1446هـ الموافق 15 ديسمبر (كانون الأول) 2024م، وقد بلغ مئة سنة هجرية، وصُلِّي عليه عقب صلاة العصر في جامع العثمان (الكويتي) بحيِّ المزرعة، ودُفن بمقبرة ذو الكِفل الثالثة في جبل قاسيون.
ونعاه اتحاد الكتَّاب العرب قائلًا: «ينعى اتحاد الكتَّاب العرب في سورية الباحثَ الرصين والمؤرِّخ الحصيف الأستاذ زهير بن محمد ناجي عضو اتحاد الكتَّاب العرب، جمعية البحوث والدراسات، بعد أن أغنى المكتبة السورية والعربية بعشَرات الأبحاث والمؤلفات والمحاضرات في المحافظات السورية كلِّها، وحصل على عدَّة تكريمات تقديرًا لجهوده في خدمة الثقافة والفكر والتاريخ. وإن رئيس اتحاد الكتَّاب العرب في سورية، وأعضاء المكتب التنفيذي، ومجلس الاتحاد، وعموم أعضاء الاتحاد، يتقدَّمون بأصدق التعازي من عائلة الفقيد الراحل، سائلين الله سبحانه وتعالى أن يتغمَّده بواسع رحمته».

## وصلات خارجية
- الباحث زهير ناجي - سيرهم بأقلامهم - سيناريو وإعداد الدكتور غسان كلاس - إخراج هيام إبراهيم
- زهير ناجي مؤرِّخ الشام وعلم من أعلام دمشق
- سوريا عبر العصور للباحث زهير ناجي
- أرشيف الشارخ للمجلات الأدبية والثقافية العربية